# Lora
Lora  è un nome proprio di persona italiano femminile.

## Varianti
- Femminili: Loriana, Loreta, Lorisa, Lorena.
- Alterati: Lorella, Loretta, Lorina.
- Maschili: Loro, Loretto, Lorino.

## Origine e diffusione
Rappresenta l'ipocoristico di vari nomi tra cui Eleonora, Laura, Lorenza, Loredana e, in particolare per la forma Loretta, Loreta, in parte promossa dalla forma francese Lorette e dall'attrice Loretta Young.
Lorella può anche essere una variante del nome Laura, che deriva del sostantivo latino laurus che significa "alloro".

## Onomastico
27 dicembre

## Persone

### Variante "Loretta"
- Loretta Bradley, psicologa statunitense
- Loretta Devine, attrice statunitense
- Loretta Di Pisa, doppiatrice italiana
- Loretta Goggi, attrice e cantante italiana
- Loretta Harrop, triatleta australiana
- Loretta Young, attrice statunitense

### Variante "Lorella"
- Lorella Boccia, ballerina e conduttrice televisiva italiana
- Lorella Cuccarini, showgirl, cantante e ballerina italiana
- Lorella De Luca, attrice italiana
- Lorella De Luca, doppiatrice italiana